# Liste de racines grecques (lettre L)
Pour un article plus général, voir Racine grecque.
| Racine | Origine grecque                                                                                          | Sens | Exemples de mots comportant la racine |
| --- | --- | --- | --- |
| -la- | λαός (laós) ; λαïκός (laïkós) ; λήϊτον (lếïton)                                                          | Foule, peuple ; du peuple, laïque, profane ; état, maison commune (chez les Achéens) | voir -lao- |
| -labe | λαμβάνω (lambánô) → λῆψις (lễpsis) ; ληπτός (lêptόs) ; λῆμμα (lễmma) ; λαϐή (labễ)                       | Prendre, saisir → prise, attaque, saisie, choix ; qu'on peut prendre ou saisir ; prise, profit, gain, prémisse d'un syllogisme, sujet d'un développement ; action de prendre, attaque, anse, manche, poignée, prise | voir -lepsie |
| labyrinth- | λαβύρινθος (labúrinthos)                                                                                 | Labyrinthe | Labyrinthe, Labyrinthectomie, Labyrinthique, Labyrinthodonte |
| -lacc- | λάκκος(lákkos)                                                                                           | Cavité, creux, fosse, réservoir | Laccobius, Laccolithe, Laccophile, Laccopteris, Hydrolaccolithe |
| lacin- | λακίς(lakís)                                                                                             | Déchirure, lambeau de vêtement, vêtement déchiré | Lacinia1, lacinia2, Lacinia3, Lacinié, Laciniure |
| lacrim- | δακρύω (dacrúô) → δάκρυ (dácru) ; δάκρuμα (dácruma)                                                      | Pleurer → larme ; larme | voir dacryo- |
| lacrym-, lacrymo- | δακρύω (dacrúô) → δάκρυ (dácru) ; δάκρuμα (dácruma)                                                      | Pleurer → larme ; larme | voir dacryo- |
| ladan- ; laudan- | λάδανον (ládanon)                                                                                        | Gomme aromatique (tirée du ciste) | Ladanum, Ladanifère, Ladanon ; Laudaniser, Laudanum |
| lag-, lago- | λαγώς (lagốs)                                                                                            | Lièvre | Lagidium, Lagomorphe, Lagopède, Lagostome, Lagotriche, Lagure |
| lai-, laï- | λαός (laos) ; λαïκός (laïkós) ; λήϊτον (lếïton)                                                          | Foule, peuple ; du peuple, laïque, profane ; état, maison commune (chez les Achéens) | voir -lao- |
| -lalie- | λαλέω(laléô)                                                                                             | Babiller, parler indistinctement | voir lalo- |
| lalo- ; -lalie- | λαλέω(laléô)                                                                                             | Babiller, parler indistinctement | Lalomanie, Lalopathie, Lalophobie ; Alalie, Allolalie, Bradylalie, Coprolalie, Dactylolalie, Dyslalie, Écholalie, Eulalie, Glossolalie, Haplolalie, Noétomalalier, Palilalie, Rhinolalie, Xénolalie |
| lambda-, lambd- | λάμβδα (lámbda)                                                                                          | Lettre grecque lambda (λ, Λ) | Lambda1, Lambda2, Lambda3, Lambdacisme, Lambdatique, Lambdoïde |
| lami- ; lémur- | λάμια(lámia)                                                                                             | Lamia (monstre femelle) | Lamia, Lamiacée, Lamie, Lamier, Lamium ; Lémure |
| -lamp- ; lampro- | λάμπω (lámpô) → λαμπάς (lampás) ; λαμπυρίς (lampurís) ; λαμπρός (lamprós) ; λάμψις (lámpsis)             | Briller, resplendir → flambeau, torche ; ver luisant ; brillant, splendide, clair ; éclat, clarté | Lampadaire, Lampadédromie, Lampades, Lampadophore, Lampant, Lamparo, Lampe, Lampemètre, Lampiste, Lampion, Lampyre, Éclampsie ; Lamproïte, Lamprophore, Lamprophyre |
| lampro- | λάμπω (lámpô) → λαμπάς (lampás) ; λαμπυρίς (lampurís) ; λαμπρός (lamprós) ; λάμψις (lámpsis)             | Briller, resplendir → flambeau, torche ; ver luisant ; brillant, splendide, clair ; éclat, clarté | voir -lamp- |
| lanthan- | λανθάνω (lanthánô)                                                                                       | Être caché, demeurer caché, faire oublier, oublier | Lanthane, Lanthanide, Lanthanite |
| -lao- ; lai-, laï- ; -la- ; léo-2, léit- ; lit-                                                                           | λαός (laós) ; λαïκός (laïkós) ; λήϊτον (lếïton)                                                          | Foule, peuple ; du peuple, laïque, profane ; état, maison commune (chez les Achéens) | Laocoon, Laodamas, Laodicé, Laodicée, Laomédon, Archélaos, Ménélaos ; Lai, Laïc, Laïcité ; Lacydès, Laërte, Lakhares, Lamachos, Ménélas, Ménélaüs ; Léodamas, Léitos ; liturgie |
| laparo- | λαπάρα (lapára)                                                                                          | Flanc, abdomen, ventre | Laparocèle, Laparoscopie, Laparostat, Laparotomie |
| -laryng-, -laryngo- ; -larynx                                                                                             | λάρυγξ, -υγγος (lárugx, -uggos)                                                                          | Larynx | Laryngectomie, Laryngien, Laryngite, Laryngocentèse, Laryngopathie, Laryngoscope, Épilaryngien, Otorhinolaryngologiste, Rhinolaryngite ; Larynx |
| -larynx | λάρυγξ, -υγγος (lárugx, -uggos)                                                                          | Larynx | voir -laryngo- |
| -lâtre, -lâtrie | λατρεία (latreía)                                                                                        | Service, culte, adoration, soin | Androlâtrie, Astrolâtre, Iconolâtrie, Idolâtre, Ophiolâtrie, Zoolâtre |
| lathyr- | λάθυρος (láthuros)                                                                                       | Pois chiche | Lathyrus |
| laudan- | λάδανον (ládanon)                                                                                        | Gomme aromatique (tirée du ciste] | voir ladan- |
| laur- | λαύρα (laúra)                                                                                            | Conduit, tuyau | Laure |
| lécith- | λέκιθος (lékithos)                                                                                       | Jaune d'œuf | Lécithe, Lécithine, Lécithocèle, Alécithe, Centrolécithe, Hétérolécithe, Homolécithe, Mésolécithe, Oligolécithe, Télolécithe |
| -lect-1 | λέγω3 (légô) → λέξις (léxis) ; λόγος (lógos)                                                             | Lire → action de parler, parole, mot, expression ; étude, discours, raison, parole, science, proportion, rapport | voir -logue |
| -lect-2 | λέγω2 (légô)                                                                                             | Rassembler, choisir, cueillir | Analecte, Éclectique |
| -lect-3 | λήγω (lếgô) → ληκτικός (lêktikós)                                                                        | Cesser, finir, se terminer → qui se termine | Catalectes, Catalectique1, Catalectique2 |
| -légo- | λέγω3 (légô) → λέξις (léxis) ; λόγος (lógos)                                                             | Lire → action de parler, parole, mot, expression ; étude, discours, raison, parole, science, proportion, rapport | voir -logue |
| léio-, leio- | λεῖος (leῖos)                                                                                            | Lisse, uni | voir lio- |
| léit- | λαός (laós) ; λαïκός (laïkós) ; λήϊτον (lếïton)                                                          | Foule, peuple ; du peuple, laïque, profane ; état, maison commune (chez les Achéens) | voir -lao- |
| -lemm-1 | λαμβάνω (lambánô) → λῆψις (lễpsis) ; ληπτός (lêptόs) ; λῆμμα (lễmma) ; λαϐή (labễ)                       | Prendre, saisir → prise, attaque, saisie, choix ; qu'on peut prendre ou saisir ; prise, profit, gain, prémisse d'un syllogisme, sujet d'un développement ; action de prendre, attaque, anse, manche, poignée, prise | voir -lepsie |
| lemm-2 | λέπω (lépô) → λεπίς, -ίδος (lepís, -ídos) ; λέπισμα (lépisma) ; λέπρα (lépra) ; λέμμα (lémma)            | Peler, écorcher → écaille, coquille ; écorce, écaille enlevée ; lèpre ; pelure, coque, peau, enveloppe | voir lépid(o)- |
| lemn- | λέμνα (lémna)                                                                                            | Lentille d'eau | Lemna, Lemnacées |
| lemnisc-, lemnisqu- | λημνίσκος (lêmnískos)                                                                                    | Bandelette, ruban, bandage, rayure | Lemniscale, Lemniscate, Lemnisque |
| lémur- | λάμια(lámia)                                                                                             | Lamia (monstre femelle) | voir lami- |
| léo-1 | λέων, -οντος (léôn, -ontos)                                                                              | Lion | voir léont- |
| léo-2 | λαός (laós) ; λαïκός (laïkós) ; λήϊτον (lếïton)                                                          | Foule, peuple ; du peuple, laïque, profane ; état, maison commune (chez les Achéens) | voir -lao- |
| léont-, léo- | λέων, -οντος (léôn, -ontos)                                                                              | Lion | Léodamas, Léon, Léonce, Léonie, Léontiasis, Léontine, Léontocéphale, Léontodon, Léontopodium, Léopard |
| lépid(o)- ; lépis-, -lepis ; lépr-, lèpr- ; lemm-2                                                                        | λέπω(lépô) → λεπίς, -ίδος (lepís, -ídos) ; λέπισμα (lépisma) ; λέπρα (lépra) ; λέμμα (lémma)             | Peler, écorcher → écaille, coquille ; écorce, écaille enlevée ; lèpre ; pelure, coque, peau, enveloppe | Lepidion, Lepidium, Lépidodendron, Lépidolite, Lépidope, Lépidophylle, Lépidoptère, Lépidosaurien, Lépidosirène ; Lépisme, Lepisosté, Cheirolepis, Macrolepis, Nephrolepis, Osteolepis ; Lèpre, Lépreux, Léprologue, Léprome, Léproserie ; Lemme3 |
| lépis-, -lepis | λέπω(lépô) → λεπίς, -ίδος (lepís, -ídos) ; λέπισμα (lépisma) ; λέπρα (lépra) ; λέμμα (lémma)             | Peler, écorcher → écaille, coquille ; écorce, écaille enlevée ; lèpre ; pelure, coque, peau, enveloppe | voir lépid(o)- |
| lépr-, lèpr- | λέπω(lépô) → λεπίς, -ίδος (lepís, -ídos) ; λέπισμα (lépisma) ; λέπρα (lépra) ; λέμμα (lémma)             | Peler, écorcher → écaille, coquille ; écorce, écaille enlevée ; lèpre ; pelure, coque, peau, enveloppe | voir lépid(o)- |
| -lepsie, -lepse ; -lept-1, -leptique ; -lemm-1 ; -lipt-2 ; -labe                                                          | λαμβάνω (lambánô) → λῆψις (lễpsis) ; ληπτός (lêptόs) ; λῆμμα (lễmma) ; λαϐή (labễ)                       | Prendre, saisir → prise, attaque, saisie, choix ; qu'on peut prendre ou saisir ; prise, profit, gain, prémisse d'un syllogisme, sujet d'un développement ; action de prendre, attaque, anse, manche, poignée, prise | Analepsie, Catalepsie, Électrolepsie, Épanalepse, Épilepsie, Métalepse, Narcolepsie, Prolepse, Psycholepsie, Syllepse ; Catalepton, Épileptoïde, Narcoleptique, Neuroleptique, Organoleptique, Sylleptique ; Lemmatisation, Lemme1, Lemme2, Analemme, Dilemme ; Baralipton ; Astrolabe, Syllabe |
| -lept-1 | λαμβάνω (lambánô) → λῆψις (lễpsis) ; ληπτός (lêptόs) ; λῆμμα (lễmma) ; λαϐή (labễ)                       | Prendre, saisir → prise, attaque, saisie, choix ; qu'on peut prendre ou saisir ; prise, profit, gain, prémisse d'un syllogisme, sujet d'un développement ; action de prendre, attaque, anse, manche, poignée, prise | voir -lepsie |
| -lept-2 | λεπτός (leptόs)                                                                                          | Léger, mince, étroit, ténu, délicat | voir lepto- |
| -leptique | λαμβάνω (lambánô) → λῆψις (lễpsis) ; ληπτός (lêptόs) ; λῆμμα (lễmma) ; λαϐή (labễ)                       | Prendre, saisir → prise, attaque, saisie, choix ; qu'on peut prendre ou saisir ; prise, profit, gain, prémisse d'un syllogisme, sujet d'un développement ; action de prendre, attaque, anse, manche, poignée, prise | voir -lepsie |
| lepto-, -lept-2 | λεπτός (leptόs)                                                                                          | Léger, mince, étroit, ténu, délicat | Leptailurus, Leptidé, Lepte, Leptine, Leptocéphale, Leptocyte, Leptolithique, Leptologie, Leptoméninges, Lepton1, Lepton2, Leptophonie, Leptoprosope, Leptorrhinien, Leptosome, Leptospirose, Leptotène, Leptothrix, Lepture1, Lepture2, Lepture3, Leptynite, Antilepton |
| lesb- | Λέσβος (Lésbos)                                                                                          | Île de Lesbos | Lesbianisme, Lesbienne, Lesbos |
| léth-, létho-, aléth-, -alèth-                                                                                            | λήθη,(lếthê) ; ἀληθής (alêthếs)                                                                          | Oubli ; vrai, véridique | Léthargie, Léthé, Léthéomanie, Léthologique ; Alèthe, Aléthique, Philalèthe |
| leuc- | λευκός (leukós)                                                                                          | Blanc | voir leuco- |
| leuco-, leuc- ; -leuk- | λευκός (leukós)                                                                                          | Blanc | Leucanie, Leucanthème, Leucaphérèse, Leucémie, Leucine, Leucisme, Leucite,Leucoblaste, Leucobryum, Leucocyte, Leucoderme, Leucodystrophie, Leucokératose, Leucoma, Leucomaïne, Leucome, Leuconychie, Leucopédèse, Leucopénie, Leucophanite, Leucopis, Leucoplasie, Leucoplaste, Leucopoïèse, Leucoptère, Leucorrhée, Leucothée, Leucothoé, Leucothoe1, Leucothoe2, Leucotomie, Leucotrichie, Leucoxène, Angioleucite, Isoleucine; Interleukine |
| -leuk- | λευκός (leukós)                                                                                          | Blanc | voir leuco- |
| lex- | λέγω3(légô) → λέξις (léxis) ; λόγος (lógos)                                                              | Lire → action de parler, parole, mot, expression ; étude, discours, raison, parole, science, proportion, rapport | voir -logue |
| -lexi- | λέγω3(légô) → λέξις (léxis) ; λόγος (lógos)                                                              | Lire → action de parler, parole, mot, expression ; étude, discours, raison, parole, science, proportion, rapport | voir -logue |
| lexic- | λέγω3(légô) → λέξις (léxis) ; λόγος (lógos)                                                              | Lire → action de parler, parole, mot, expression ; étude, discours, raison, parole, science, proportion, rapport | voir -logue |
| -lexique | λέγω3(légô) → λέξις (léxis) ; λόγος (lógos)                                                              | Lire → action de parler, parole, mot, expression ; étude, discours, raison, parole, science, proportion, rapport | voir -logue |
| -lice | δείκνυμι(deíknumi) → δίκη (díkê) ; δεῖξις (deĩxis) ; δεῖγμα (deĩgma)                                     | Montrer, montrer par la parole, exposer, expliquer, signaler → usage, règle, procès, décision, jugement ; exhibition, citation, déclaration ; manifestation, spécimen, exemple                                      | voir -digme |
| lich- | λειχήν (leikhến)                                                                                         | Lèpre, dartre, lichen | Lichen, Lichénate, Lichénicole, Lichénique, Lichénographie, Lichénoïde |
| -limie | λιμός (limós)                                                                                            | Faim, famine | Boulimie |
| limn- | λίμνη (límnê)                                                                                            | Marais, étang | Limnadie, Limnanthes, Limnée, Limnicole, Limnigraphe, Limnimétrie, Limnobium, Limnocharis, Limnologie, Limnophyte, Limnoplancton, Limnoria1, Limnoria2, Hypolimnion |
| lio- ; léio-, leio- | λεῖος (leῖos)                                                                                            | Lisse, uni | Liocarpe, Liocome, Lioderme, Liogryphée, Liomyome, ,Liophylle, Liopleurodon, Liotrique ; Leiognathus, Léiomyocyte, Léiomyome, Léiomyosarcome, Léiopile, Leiophyllum, Leiotriche |
| lip-, lipo-1 ; ali- ; -alèph-, aliph-                                                                                     | λίπος(lípos) ; λιπαρός (liparós) ; ἀλείφω(aleíphô) → ἄλειφαρ, -ατος (áleiphar, -atos) ; ἀλοιφή (aloiphế) | Graisse animale, huile ; gras, onctueux, brillant, opulent ; graisser, oindre, enduire → huile, graisse ; graisse, huile, vernis, poix, onction                                                                     | Liparis, Lipase, Lipide, Lipidogramme, Lipiodol, Lipochrome1, Lipochrome2, Lipocyte, Lipodystrophie, Lipogenèse, Lipogramme, Lipoïde, Lipolyse, Lipomatose, Lipome, Liponéogenèse, Lipopexie, Lipophile, Lipophobe, Lipophore, Lipoplastie, Lipoptène, Liposarcome, Liposoluble, Liposome, Liposuccion, Lipotrope, Lipovaccin, Cardiolipine, Dyslipidémie, Hyperlipémie ; Aliphatique, Alicyclique ; Synalèphe |
| lipo-1 | λίπος(lípos) ; λιπαρός (liparós) ; ἀλείφω(aleíphô) → ἄλειφαρ, -ατος (áleiphar, -atos) ; ἀλοιφή (aloiphế) | Graisse animale, huile ; gras, onctueux, brillant, opulent ; graisser, oindre, enduire → huile, graisse ; graisse, huile, vernis, poix, onction                                                                     | voir lip- |
| lipo-2 ; -lips-, -lipt-1                                                                                                  | λείπω (leípô) → ἐλλείπω (elleípô) ; ἔλλειψις (élleipsis) ; ἐκλείπω (ekleípô) ; ἔκλειψις (ékleípsis)      | Enlever, laisser, abandonner, cesser → laisser derrière soi, négliger, manquer ; insuffisance, omission, ellipse ; quitter, abandonner, disparaître ; abandon, éclipse, disparition, défaut, omission               | Lipogramme, Litopterne, Lipothymie ; Éclipse, Écliptique, Ellipse, Ellipsographe, Ellipsoïde, Ellipticine, Elliptique, Elliptocyte, Paralipse |
| -lips- | λείπω (leípô) → ἐλλείπω (elleípô) ; ἔλλειψις (élleipsis) ; ἐκλείπω (ekleípô) ; ἔκλειψις (ékleípsis)      | Enlever, laisser, abandonner, cesser → laisser derrière soi, négliger, manquer ; insuffisance, omission, ellipse ; quitter, abandonner, disparaître ; abandon, éclipse, disparition, défaut, omission               | voir lipo-2 |
| -lipt-1 | λείπω (leípô) → ἐλλείπω (elleípô) ; ἔλλειψις (élleipsis) ; ἐκλείπω (ekleípô) ; ἔκλειψις (ékleípsis)      | Enlever, laisser, abandonner, cesser → laisser derrière soi, négliger, manquer ; insuffisance, omission, ellipse ; quitter, abandonner, disparaître ; abandon, éclipse, disparition, défaut, omission               | voir lipo-2 |
| -lipt-2 | λαμβάνω (lambánô) → λῆψις (lễpsis) ; ληπτός (lêptόs) ; λῆμμα (lễmma) ; λαϐή (labễ)                       | Prendre, saisir → prise, attaque, saisie, choix ; qu'on peut prendre ou saisir ; prise, profit, gain, prémisse d'un syllogisme, sujet d'un développement ; action de prendre, attaque, anse, manche, poignée, prise | voir -lepsie |
| lit- | λαός (laós) ; λαïκός (laïkós) ; λήϊτον (lếïton)                                                          | Foule, peuple ; du peuple, laïque, profane ; état, maison commune (chez les Achéens) | voir -lao- |
| -lite | λίθος (líthos)                                                                                           | Pierre | voir -litho- |
| -lith- | λίθος (líthos)                                                                                           | Pierre | voir -litho- |
| -lithe | λίθος (líthos)                                                                                           | Pierre | voir -litho- |
| -litho-, -lith-, -lithe ; -lite                                                                                           | λίθος (líthos)                                                                                           | Pierre | Litharge, Lithiase, Lithium, Lithographie, Lithosphère, Lithothèque, Lithothérapie, Acrolithe, Actinolithe, Aérolithe, Anthracolithe, Anthropolithe, Antilithique, Archéolithique, Artolithe, Brontolithe, Bulithe, Calcilithe, Cératolithe, Chalcolithique, Chiastolithe, Cholélithe, Cholélithiase, Chromolithe, Chromolithographie, Chrysolithe, Coccolithe, Coprolithe, Cuprolithique, Cyclolithe, Cystolithe, Cystéolithe, Dacryolithe, Dendrolithe, Dolicholithe, Élæolithe, Encéphalolithe, Endolithe, Endolithique, Énéolithique, Entérolithe, Entomolithe, Éolithe, Épioolithique, Épipaléolithique, Galalithe, Gammarolithe, Gastrolithe, Grapholithe, Helmintholithe, Hippolithe, Hydrolithe, Hystérolithe, Ichthyodorylithe, Ichthyolithe, Ijolithe, Inolithe, Laccolithe, Lépidolithe, Leptolithique, Lithiase, Lithique, Mégalithe, Mégalithique, Mégalithisme, Mellithe, Mésolithique, Météorolithe, Microlithe, Monolithe, Néolithique, Néphrolithe, Odontolithe, Oolithe, Ophiolithe, Ophtalmolithe, Ophthalmolithe, Ornitholithe, Ostéolithe, Otholithe, Otolithe, Oxylithe, Paléolithique, Périlithe, Pharmacolithe, Phlébolithe, Phonolithe, Phonolithique, Phyllithe, Phytolithe, Phytotypolithe, Pisolithe, Pisolithique, Podolithe, Polylithique, Postnéolithique, Prostatolithe, Radiolithe, Raphilithe, Régolithe, Rhizolithe, Rhyncholithe, Schizolithe, Sialolithe, Sialolithiase, Sidérolithe, Spermolithe, Staurolithe, Stercolithe, Stromatolithe, Technolithe, Técolithe, Topazolithe, Trilithe, Typolithe, Udosolithe, Uranolithe, Urolithe, Urolithiase, Xénolithe, Xylolithe, Yolithe, Zéolithe, Zoolithe, Zoophytolithe ; Byssolite, Chrysolite, Cryolite, Ophiolite, Ostéolite, Phonolite, Rhyolite, Zéolite |
| lito- | λιτός (litós)                                                                                            | Simple | Litomastix, Litopterne, Litote |
| -litre | λίτρα (lítra)                                                                                            | Livre (poids) de douze onces | Litre, Centilitre, Décilitre, Décalitre, Hectolitre |
| -lob(o)- | λοβός (lobós)                                                                                            | Lobe (oreille, foie, feuille...) | Lobe, Lobectomie, Lobite, Lobotomie, Lobule, Trilobite |
| loch- | λοχεία (lokheía)                                                                                         | Accouchement | Lochies, Aristoloche |
| log- | λέγω3(légô) → λέξις (léxis) ; λόγος (lógos)                                                              | Lire → action de parler, parole, mot, expression ; étude, discours, raison, parole, science, proportion, rapport | voir -logue |
| -loge, logi- | λέγω3(légô) → λέξις (léxis) ; λόγος (lógos)                                                              | Lire → action de parler, parole, mot, expression ; étude, discours, raison, parole, science, proportion, rapport | voir -logue |
| -logie | λέγω3(légô) → λέξις (léxis) ; λόγος (lógos)                                                              | Lire → action de parler, parole, mot, expression ; étude, discours, raison, parole, science, proportion, rapport | voir -logue |
| -logique | λέγω3(légô) → λέξις (léxis) ; λόγος (lógos)                                                              | Lire → action de parler, parole, mot, expression ; étude, discours, raison, parole, science, proportion, rapport | voir -logue |
| -logisme | λέγω3(légô) → λέξις (léxis) ; λόγος (lógos)                                                              | Lire → action de parler, parole, mot, expression ; étude, discours, raison, parole, science, proportion, rapport | voir -logue |
| logo- | λέγω3(légô) → λέξις (léxis) ; λόγος (lógos)                                                              | Lire → action de parler, parole, mot, expression ; étude, discours, raison, parole, science, proportion, rapport | voir -logue |
| -logue, log-, -loge, logi-, -logie, -logique, -logisme, logo- ; -légo- ;-lect-1, lex-, -lexi-, -alexi-2, lexic-, -lexique | λέγω3(légô) → λέξις (léxis) ; λόγος (lógos)                                                              | Lire → action de parler, parole, mot, expression ; étude, discours, raison, parole, science, proportion, rapport | Logarithme, Logiciel, Logique, Logistique, Logithèque, Logogramme, Logogriphe, Logomachie, Logopédie, Logorrhée, Logós, Aérologie, Agrologie, Angiologie, Anthologie, Anthropologie, Apologie, Apologue, Archéologie, Arithmologie, Astrologie, Axiologie, Biologie, Brachylogie, Cardiologie, Chresmologue, Chronobiologie, Chronologie, Climatologie, Cosmétologie, Cosmologie, Cynologie, Deltiologie, Dendrochronologie, Dendrologie, Déontologie, Dermatologie, Dialogue, Écologie, Égyptologie, Épilogue, Éloge, Entomologie, Érotologie, Ethnologie, Étymologie, Écologie, Égyptologie, Épidémiologie, Épistémologie, Eulogie, Généalogie, Graphologie, Gynécologie, Herpétologie, Hagiologique, Hématologie, Homologie, Horloge, Hydrologie, Idéologie, Immunologie, Limnologie, Martyrologe, Métrologie, Minéralogie, Monologue, Morphologie, Muséologie, Musicologie, Mycologie, Mythologie, Nécrologie, Neurologie, Numérologie, Oncologie, Ontologie, Ophtalmologie, Organologie, Ornithologie, Palilogie, Pathologie, Pédologie, Pétrologie, Pharmacologie, Phénologie, Philologie, Phonologie, Physiologie, Planétologie, Pneumologie, Podologie, Posologie, Psychologie, Radiologie, Rhumatologie, Scientologie, Séismologie, Sémiologie, Sérologie, Sexologie, Sociologie, Sophrologie, Spéléologie, Stomatologie, Syllogisme, Technologie, Tératologie, Terminologie, Thanatologie,Théologie, Topologie, Toxicologie, Traumatologie, Trilogie, Typologie, Ufologie, Virologie, Xylologie, Zoologie ; Prolégomènes ; Lexème, Lexical, Lexicographie, Lexique, Alexie, Catalectes, Dialecte, Dialectique, Dyslexique, Idiolecte, Isolexisme, Paralexie, Panlexique                                                                |
| -lome | λῶμα (lỗma)                                                                                              | Frange, bordure | Entolome, Hébélome, Hypholome, Tricholome |
| loph- | λόφος (lόphos)                                                                                           | Aigrette, panache, huppe, touffe, colline, crête | voir lopho- |
| -lophe | λόφος (lόphos)                                                                                           | Aigrette, panache, huppe, touffe, colline, crête | voir lopho- |
| -lopho-, loph-, -lophe | λόφος (lόphos)                                                                                           | Aigrette, panache, huppe, touffe, colline, crête | Lopha, Lophiidae, Lophiodon, Lophie, Lophobranche, Lophodonte, Lophophore, Céphalophe, Hypsilophodon, Loxolophus, Rhinolophe |
| lord- | λόρδωσις (lórdôsis)                                                                                      | Attitude d'un corps voûté | Lordose, Hyperlordose |
| -lot- | λωτός (lôtós)                                                                                            | Trèfle, lotus, jujubier | Lotier, Lotophages, Lotus, Mélilot |
| loxo- | λοξός (loxόs)                                                                                            | Oblique, de biais | Loxodon, Loxodonte, Loxodromie, Loxolophus |
| lyc- | λύκος (lúkos)                                                                                            | Loup | voir lyco- |
| lychn- | λύχνος (lúkhnos) ; λυχνίς (lukhnís)                                                                      | Lampe, flambeau, torche ; coquelourde, pierre précieuse luisant dans l'obscurité | Lychnide, Lychnis, Lychnite |
| lyco-, lyc- | λύκος (lúkos)                                                                                            | Loup | Lycaia, Lycanthropie, Lycaon1, Lycaon2, Lycée1, Lycée2, Lycène, Lycodon, Lycomède, Lycope, Lycopène, Lycoperdon, Lycopersicum, Lycophron, Lycophyte, Lycopode, Lycopolis, Lycopsis, Lycos, Lycose, Lycurgue, Lycyæna |
| -lymph(o)- | νύμφη(númphê) ; λύμφη(lumphê)                                                                            | Celle qui est recouverte d'un voile, fiancée, nymphe (divinité de la nature) ; source, eau transparente | voir nymph(o)- |
| lyo- ; -lys- ; -lyt-, alyt-                                                                                               | λύω (lúô)                                                                                                | Délier, détacher, dissoudre | Lyophiliser, Lyophobe ; Lysandre, Lysanias, Lyse, Lysergique, Lysias, Lysimachè, Lysimachia, Lysimaque, Lysine, Lysippe, Lysistratos, Lysozyme, Analyse, Autolyse, Catalyse, Dialyse, Électrolyse, Hémolyse, Hydrolyse, Paralysie, Pyrolyse, Rhabdomyolyse ; Alyte, Ampholyte, Anolyte, Anxiolytique, Catholyte, Électrolyte, Eudialyte, Hippolyte, Paralytique, Scialytique, Spasmolytique |
| lypé- | λύπη (lúpê)                                                                                              | Peine, tristesse | Lypémanie |
| lyr- | λύρα (lúra)                                                                                              | Lyre | Lyre, Lyrique, Lyrisme, Oiseau-lyre |
| -lys- | λύω (lúô)                                                                                                | Délier, détacher, dissoudre | voir lyo- |
| -lyss-, alyss- | λύσσα (lússa)                                                                                            | Rage | Alysse, Alysson, Faux alisson |
| -lyt- | λύω (lúô)                                                                                                | Délier, détacher, dissoudre | voir lyo- |